# Oskulden
Oskulden (eng: The Innocent) är en roman av den brittiska författaren Ian McEwan som släpptes både på engelska och svenska 1990, på svenska i översättning av Frederik Sjögren.
Romanen utspelar sig i Berlin under kalla krigets början mellan 1955 och 1956 och cirklar kring en operation av CIA och MI6 för att bygga en tunnel från Berlins amerikanska sektor till den ryska, för att därigenom avlyssna de sovjetiska befälens telefonlinor. Huvudpersonen Leonard Marnham, en 25-årig engelsman, blir när han iordningsätter och reparerar inspelningsapparaturen förälskad i den trettioåriga frånskilda tyskan Maria Eckdorf. Romanen handlar om deras relation och Leonards roll i operationen.